# Stora Lisjön, Värmland
Stora Lisjön är en sjö i Sunne kommun i Värmland och ingår i Göta älvs huvudavrinningsområde. Sjön har en area på 1,39 kvadratkilometer och ligger 110 meter över havet. Sjön avvattnas av vattendraget Lysan (Lortan).

## Delavrinningsområde
Stora Lisjön ingår i det delavrinningsområde (666256-135329) som SMHI kallar för Utloppet av Stora Lisjön. Medelhöjden är 140 meter över havet och ytan är 8,67 kvadratkilometer. Det finns ett avrinningsområde uppströms, och räknas det in blir den ackumulerade arean 26,76 kvadratkilometer. Lysan (Lortan) som avvattnar avrinningsområdet har biflödesordning 3, vilket innebär att vattnet flödar genom totalt 3 vattendrag innan det når havet efter 347 kilometer. Avrinningsområdet består mestadels av skog (45 procent), öppen mark (17 procent) och jordbruk (13 procent). Avrinningsområdet har 1,39 kvadratkilometer vattenytor vilket ger det en sjöprocent på 16 procent.